# Signum (matematik)

Plustecken och minustecken används för att visa tals signum.

Signum, förtecken eller tecken är inom matematiken varje nollskilt reellt tals egenskap att vara positivt eller negativt.

## Datavetenskap
Datorer representerar tal på ett visst sätt, varför man skiljer man på värden som har tecken (en: signed) och inte har det (en: unsigned).